# یاریم‌باغ (سامسات)
یاریم‌باغ (به ترکی استانبولی: Yarımbağ) (به کردی: Xornof) یک منطقهٔ مسکونی کردنشین در ترکیه است که در سامسات واقع شده‌است.